# Feuerwehr Retten Löschen Bergen
Feuerwehr Retten Löschen Bergen ist ein überregionales Fachmagazin für die Bereiche Feuerwehr, Brandschutz und Rettungsdienst. Das Magazin ist gleichzeitig Mitteilungsheft für die Landesfeuerwehrverbände Brandenburg, Bremen, Mecklenburg-Vorpommern, Sachsen und Thüringen. Es erscheint jährlich zehnmal im Verlag Huss-Medien GmbH in Berlin.

## Geschichte
Bis zur Herausgabe einer eigenständigen Zeitschrift für die Feuerwehren und für die mit dem Brandschutz Beschäftigten in der DDR wurden Beiträge in der Zeitschrift „Die Volkspolizei“ veröffentlicht, deren erste Ausgabe im März 1948 gedruckt wurde. Im September 1951 erschien die erste Ausgabe „Unser Brandschutz“ als einzige Zeitschrift für das Brandschutzwesen in der DDR. Sie blieb es auch bis zur Wende 1990.
Die Redaktion hatte einen Korrespondentenkreis in den Bereichen der Feuerwehr und des Brandschutzes. Die Auflagenhöhe wurde durch den Bezug von Pflichtexemplaren, die von Betrieben und Einrichtungen, von den örtlichen Organen bestellt und bezahlt wurden, hochgehalten. Leser der Zeitschrift waren vor allem Angehörige der Freiwilligen Feuerwehren. Trotz eines politischen „roten Fadens“ (der etwa 1/3 jedes Heftumfangs ausmachte) entwickelte sich „Unser Brandschutz“ (kurz auch „UB“ genannt) zu der Fachzeitschrift des Brandschutzwesens der DDR sowie auch zu einer international anerkannten Fachzeitschrift. Darin wurde über neueste Ergebnisse in der Entwicklung der Feuerwehrtechnik und -taktik aus der DDR und aus den sozialistischen Staaten berichtet. Erfahrungen der Feuerwehren in der Bekämpfung von Bränden und Katastrophen wurden vorgestellt.
In den Jahren von 1968 bis 1984 organisierte die Zeitschrift einen landesweiten Fernwettkampf für alle Feuerwehrfrauen und -männer. Der „Dreikampf der Feuerwehren“ konnte ohne großen Aufwand mit dem in den Feuerwehren vorhandenen Geräten in allen Altersklassen durchgeführt werden. Der Wettbewerb wurde über Qualifikationsstufen in den Kreisen und Bezirken bis hin zu den Dreikampf-Landesmeisterschaften ausgetragen.
Der Monatspreis des Abonnements betrug pro Heft 0,50 Mark der DDR. Mit der Wende in der DDR im November 1989 nutzte „UB“ die veränderte politische Situation und öffnete sich nach Westen. In diesem Zusammenhang veränderten sich nicht nur das äußere Erscheinungsbild, sondern auch die Inhalte. Im Oktober 1990 wurde unter Beibehaltung des inzwischen fast 40-jährigen Kürzels „UB“ der Titel der Zeitschrift in „Unabhängige Brandschutzzeitung“ geändert.
Vereint mit der gleichfalls in Berlin vom Jahr 1992 bis Ende 2001 erschienenen Zeitschrift „Der Feuerwehrkurier“ wurde sie bis 2003 unter dem Titel „UB“ von der Huss-Medien GmbH herausgegeben. Ab Oktober 2003 erfolgte ein Relaunch und die Zeitschrift erschien mit neuem Layout und unter dem Namen FEUERWEHR Retten Löschen Bergen.
Das Magazin arbeitet mit deutschen Landesfeuerwehrverbänden zusammen und dient diesen als monatliches, offizielles Mitteilungsheft der Mitglieder in:
- Brandenburg (1992–1998 sowie ab 2005),
- Sachsen (seit 1993),
- Mecklenburg-Vorpommern, Schleswig-Holstein (jeweils ab 2002) und Bremen (ab 2003) sowie
- Thüringen (ab 2008).

Von 1986 bis 1991 erschien in „UB“ „Der Feuerwehrhistoriker“ als gesondertes Mitteilungsblatt. Von 1991 bis 2004 als Extra-Rubrik in „UB“. Damit war die FEUERWEHR Retten Löschen Bergen das einzige bundesdeutsche Feuerwehr-Fachmagazin, das regelmäßig monatlich in einer Beilage feuerwehrhistorische Themen behandelte.

## Sonderveröffentlichungen
- „Unser Brandschutz“ veröffentlichte auf der Grundlage der 1967 geschaffenen Systematik für Feuerwehrfahrzeuge, -geräte und -ausrüstungen eine Typenblattsammlung in DIN-A6-Karteikartenformat. Diese Typenblattsammlung wurde in zwei Serien auf den Umschlagseiten drei und vier abgedruckt (1967–1975 und 1982–1988).
- Zwischendurch wurde eine weitere Karteikartenübersicht zum Gesamtkomplex „Transport gefährlicher Güter“ veröffentlicht. Damit hatte „UB“ eine gut gegliederte Kurzübersicht als Informationsmaterial geschaffen, die – ohne Auswirkungen auf den Bezugspreis der Zeitschrift – ein gutes und schnelles Nachschlagewerk darstellte.
- In den Jahren 1966 bis 1975 erschien vierteljährlich eine Ausgabe A (ohne „Wissenschaftlich-technische Beilage“) und eine Ausgabe B (mit „Wissenschaftlich-technischer Beilage“). Die Kennzeichnung in Ausgabe A oder Ausgabe B erfolgte auf der Titelseite der Zeitschrift.
- Im Mai 1990 erschien die erste Ausgabe eines „UB-Spezial“. Sie berichtete über:
  - die Westberliner Feuerwehr,
  - die Feuerwehrmuseen in Deutschland,
  - die Feuerwehrverbände und
  - den Weltfeuerwehrverband CTIF.
- Im Jahr 1992 wurde ein weiteres „UB-Spezial“ veröffentlicht, das sich besonders dem Thema der Feuerwehrtechnik widmete. Hintergrund dieser Ausgabe waren die zahlreichen technischen Neuerungen, besonders für die Feuerwehren in den neuen Bundesländer.
- 2004 entstand das aktuelle Prüfungsheft „Truppmann/Truppführer“,
- 2005 „Wärmebildkameras“, die Darstellung und Entwicklung neuer Technik für die Feuerwehreinsatzkräfte und
- 2010 „Wärmebildkameras“, neue Modelle und neue Technik.

## Chefredakteure
Die verantwortlichen Redakteure in zeitlicher Reihenfolge:
- 1951–1960 Werner Eißmann
- 1960–1961 Hans Gaudl
- 1961–1966 Werner Eißmann
- 1966–1974 Helmut Wrublick
- 1975–1990 Gerhard Dietze
- 1990 Udo Malik
- 1990–1992 Jörg Rickert
- 1992–1996 Udo Malik
- 1996–1999 Lothar Zinke
- 1998 Stefan Wagner
- 1998–1999 Holger Bahlmann
- 1999–2016 Mathias Obst
- seit 2016 Stefan Wagner[1]

## Verlage ab 1990
- ab September 1990 Rudolf Haufe Verlag GmbH & Co., Freiberg/Berlin
- November 1991 bis Oktober 1992 Verlag Technik GmbH, Berlin/München, Bereich Brandschutz
- ab Dezember 1992 HUSS-MEDIEN GmbH, Verlag Technik, Berlin/München
- ab August 2005 HUSS-MEDIEN GmbH, HUSS-Verlagsgruppe Berlin/München

## Druckereien
Gedruckt wurde „UB“ in folgenden Druckereien:
- 1951–1963 VEB Berliner Druckhaus in Berlin
- 1964 bis August 1964 Nationales Druckhaus VOB National in Berlin
- September 1964 bis Dezember 1980 Staatsdruckerei der DDR
- 1981–1989 Druckerei des Ministeriums des Innern in Berlin
- Januar bis September 1990 Druckerei des Ministeriums für Innere Angelegenheiten in Berlin
- 1990 bis Mai 1992 F&G Rollendruck GmbH, Berlin
- ab Juni 1992 Bavaria-Druck GmbH, München sowie Möller Druck und Verlag GmbH, Berlin